# Вознесенський художній музей імені Євгена Кибрика
Вознесе́нський худо́жній музе́й і́мені Євгена Кибрика — муніципальний художній музей в місті Вознесенську Миколаївської області, філія Миколаївського обласного художнього музею імені В. В. Верещагіна.

## Історія створення
У 1978 році Вознесенська міська рада звернулася до свого земляка — Євгена Кибрика з проханням подарувати місту Вознесенську кілька своїх робіт. Він погодився, але раптова смерть завадила виконати обіцянку.
У 1980 році Міністерство культури УРСР, у відповідь на запит керівництва Миколаївської області, дає розпорядження створити у м. Вознесенську картинну галерею — відділ Миколаївського художнього музею їм. В. В. Верещагіна. Тоді ж вдова художника передала в дар місту понад дві тисячі експонатів — роботи Кібрика, його особисті речі, художню колекцію.
У 1981 році для розміщення експонатів було виділена будівля колишнього Будинку піонерів, що перебувала в той час у аварійному стані та потребувала капітального ремонту. Кошти на реконструкцію були виділені Миколаївською обласною адміністрацією. Будівництво тривало з 1982 по 1984 роки за спеціальним проектом, що передбачав особливості зберігання творів графіки.
Розпочалась робота з побудови експозиції музею, фонд якого становив майже 2000 одиниць зберігання. Оформленням експозиції займалась група миколаївських художників на чолі з О. А. Здіховським. Значну допомогу у побудові експозиції надали співробітники Академії мистецтв СРСР з Москви.
Двоповерхову будівлю Вознесенського художнього музею імені Є. А. Кібрика в центрі Вознесенська було урочисто відкрито 19 жовтня 1985 року.

## Експозиції музею
Експозиції музею відображають увесь творчий шлях народного художника СРСР, професора Євгена Адольфовича Кібрика.
На першому поверсі розташовано виставковий зал, який при потребі виконує функції лекційного, і бібліотека, в фонді якої є книги, написані Є. Кібриком, каталоги його виставок, література по нього, його учнів, а також про художників, чия творчість пов'язана з творчістю Євгена Адольфовича.
У восьми залах другого поверху розгорнуто постійно діючу експозицію, що включає у себе художні твори автора, меморіальну частину та твори живопису, графіки й скульптури радянських і іноземних художників, що свого часу були подаровані майстрові.